# Edén Pastora

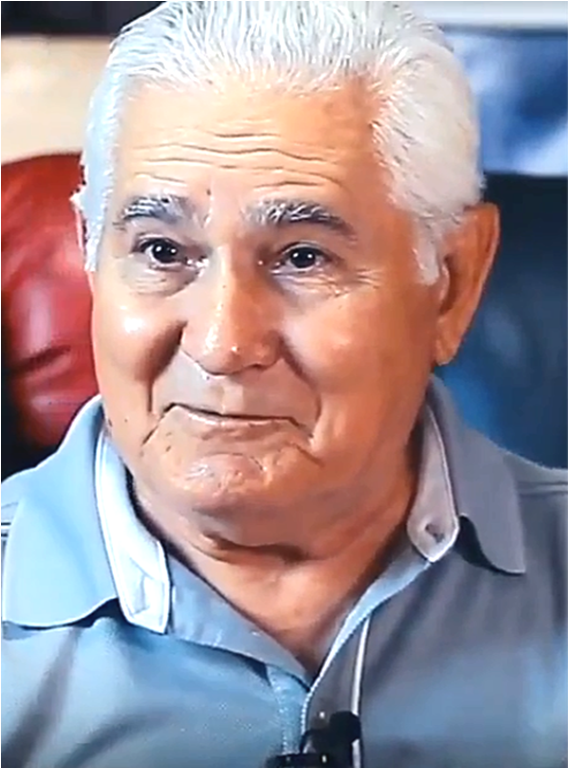
Edén Pastora (2020)

Edén Pastora Gomez (ur. 22 stycznia 1937 w Ciudad Darío, zm. 13 czerwca 2020 w Managui) – nikaraguański działacz rewolucyjny i polityk.
Był dowódcą oddziału partyzantki Sandinistowskiego Frontu Wyzwolenia Narodowego (FSLN), który 22 sierpnia 1978 opanował budynek parlamentu w Managui (stolicy Nikaragui) i zmusił dyktatorskiego prezydenta Anastasia Somozę Debayle do pewnych ustępstw w zamian za uwolnienie zakładników. Po obaleniu Somozy do 1981 był wiceministrem spraw wewnętrznych, po czym zerwał z sandinistami i wyemigrował. Z ramienia partii AC (Alternativa por el Cambio) wystartował  5 listopada 2006 w wygranych przez Daniela Ortegę wyborach prezydenckich, zdobywając 6120 głosów (0,27%).
Zmarł na COVID-19.